# 細齒美體鰻
細齒美體鰻，又稱細齒錐體糯鰻（學名：Ariosoma bauchotae），為輻鰭魚綱鰻鱺目糯鰻科的其中一個種，由Christine Karrer在1983年描述，分布於西印度洋馬達加斯加西北部海域，深度308至314公尺，體長可達35公分，棲息於大陸棚沙泥底質海域，為底棲性魚類，生活習性不明。